# Ca l'Antonet
Ca l'Antonet és una obra noucentista de la Pobla de Claramunt (Anoia) inclosa a l'Inventari del Patrimoni Arquitectònic de Catalunya.

## Descripció
Casa construïda en desnivell, de planta rectangular i de dos pisos (l'últim galeria), construïda en maó i elements decoratius en ferro forjat i rajola blava. Es repeteix l'estructura del balcó només al primer pis, com tantes altres cases d'aquesta època i la idea de simetria d'estil d'època noucentista. Acabat en un terrat.

## Història
Va ser propietat d'Antoni Aguilera (veure fitxa de la fàbrica A.A). Coneguda pe Ca l'Antonet.